# Стоков пазар
Стокови пазари са пазари, където суровини или основни продукти са обменяни. Суровините са търгувани в регулирани стокови борси, в които са купувани и продавани със стандартизирани договори.

## История
Съвременните стокови пазари произлизат от търгуването на земеделските продукти. Но докато житото и царевицата, едрият рогат добитък и прасетата са били търгувани чрез стандартни инструменти в САЩ през 19 век, други основни хранителни продукти като соята са добавени едва в последно време. При установяването на един стоков пазар се изисква като цяло консенсус върху приемливите продукти и техните вариации, които могат да бъдат търгувани на него.
Стоковите пазари през 19 век са в основата на развитието на транспорта, съхраняването на продукти, финансирането и имат ефект върху развитието на международната търговия.